# Sidorejo (Gringsing)
Sidorejo is een bestuurslaag in het regentschap Batang van de provincie Midden-Java, Indonesië. Sidorejo telt 2891 inwoners (volkstelling 2010).